# Gulli (Brasil)
Gulli Brasil foi um canal de televisão por assinatura brasileiro que pertence a Groupe M6, uma subsidiária da RTL Group, e foi operado no Brasil em parceria com a InteracTV. Foi a versão brasileira do canal francês de mesmo nome, A programação é focada em crianças e pré-adolescentes.

## História
O canal estreou com exclusividade na operadora BluTV no dia 9 de agosto de 2020. Em 1 de outubro de 2020 o Gulli se expandiu para fora do Brasil lançando o canal nas operadoras StarTimes e TMT em Moçambique. Em 4 de novembro de 2020, o Gulli Brasil foi lançado oficialmente no mercado brasileiro, abrindo espaço para futuras negociações com outras operadoras. Em 1 de junho de 2021, o Gulli Brasil ficou disponível na operadora ZAP em Angola e Moçambique e na Europa também está disponível na operadora POST Luxembourg. Em 18 de junho de 2023, foi encerrado as atividades do canal.